# 레드슈즈
《레드 슈즈》(Red Shoes)는 2019년에 개봉한 대한민국의 애니메이션 모험, 코미디, 판타지, 로맨스 영화이다. 홍성호가 감독과 각본을 맡았다.

## 출연

### 영어 더빙
- 클로이 모레츠 - 레드슈즈 / 스노우 역
- 샘 클라플린 - 멀린 역
- 지나 거손 - 레지나 역
- 패트릭 워버튼 - 마법거울 역
- 짐 래쉬 - 애버러지 역
- 프레더릭 하멜 - 잭 역
- 아바 콜커 - 우드베어 역

### 한국어 더빙
- 안소이 - 레드슈즈 / 스노우 역
- 신용우 - 멀린 역
- 전진아 - 레지나 역
- 권성혁 - 아더 역
- 정재헌 - 애버리지 역
- 최한 - 마법거울 역
- 윤세웅 - 잭 역
- 유호한 - 한스 역
- 김명준 - 피노 역
- 전광주 - 노키 역
- 사성웅 - 키오 역
- 이종구 - 화이트 왕 / 빅 버니 역
- 정승욱 - 쌍둥이 1 역
- 서문석 - 쌍둥이 2 역

## 같이 보기
- 대한민국의 애니메이션